# Пупхён (станция метро)
«Пупхён» (кор. 부평역) — пересадочная станция Единой транспортной системы Столичного региона: наземная станция Сеульского метро на Первой (Линия Кёнкин) линии и подземная станция Инчхонского метро на Первой линии. На станции установлены платформенные раздвижные двери.
Станция неоднократно встречается в фильме Дрянная девчонка.
Она представлена двумя боковыми платформами на одной линии, и двумя боковыми на другой линии. Станция обслуживается Корейской национальной железнодорожной корпорацией (Korail), Инчхон 1 линии — Инчхонская транспортная корпорация (Incheon Transit Corporation). Расположена в квартале Пупхён-1-дон района Пупхёнгу города Инчхон (Республика Корея).
На Первой линии поезда Кёнвон экспресс (GWː Gyeongwon) и Кёнкин экспресс (GI: Gyeongin) обслуживают станцию; Кёнбусон красный экспресс (GB: Gyeongbu red express) и Кёнбусон зелёный экспресс (SC: Gyeongbu green express) не обслуживают станцию.
Пассажиропоток — на 1 линии 90 620 чел./день (на 2012 год), на Инчхон 1 линии  12 474 чел./день.